# Robert Dorsay

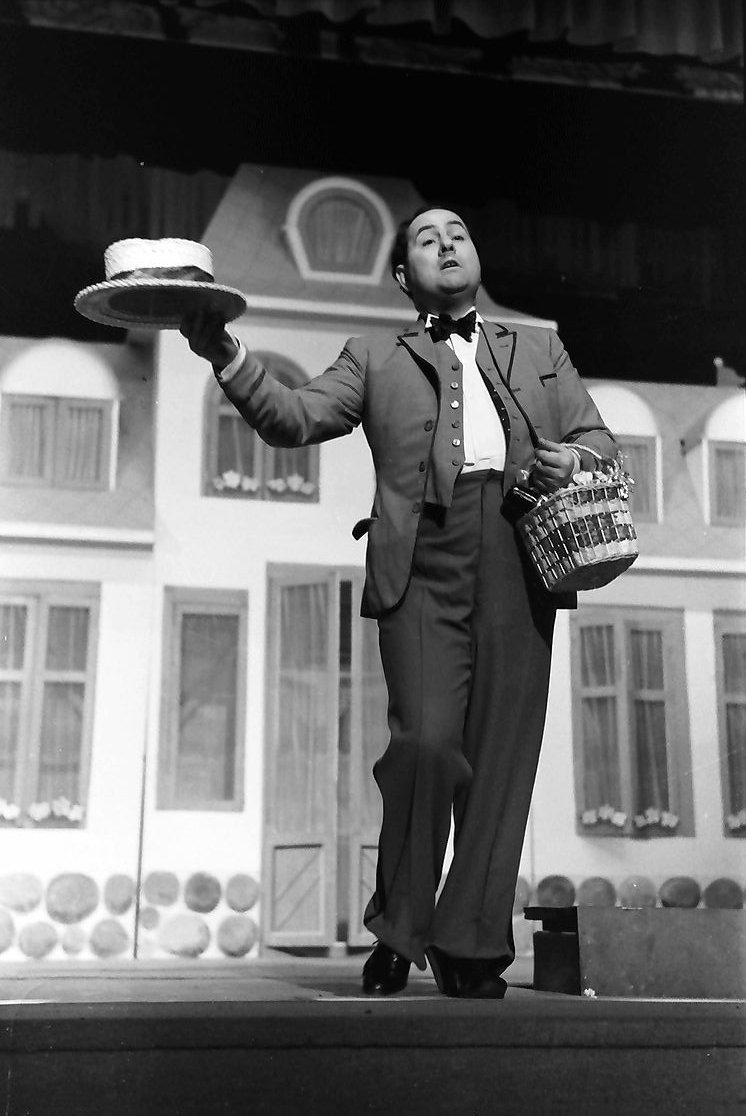
Robert Dorsay im Kabarett der Komiker, 1939

Robert Dorsay (* 16. August 1904 in Bremen als Paul Ferdinand Theodor Robert Stampa; † 29. Oktober 1943 in Berlin-Plötzensee) war ein deutscher Sänger, Tänzer und Schauspieler.

## Leben
Der einzige Sohn des Opernsängers Paul Stampa und der Sopranistin Dora Stampa, geborene Weiss, verbrachte seine Kindheit und Jugend in Bremen, Würzburg, Kissingen und schließlich in Berlin. Seine Bühnenlaufbahn begann er in Österreich und wechselte 1927 nach München. Dora Weiss trug den Künstlernamen Dorsay, den ihr Sohn später übernahm.
Robert Stampa stand seit Ende der 1920er-Jahre erstmals auf der Bühne. Am Theater am Gärtnerplatz in München trat er als 1928 als Sänger und Balletttänzer auf; von 1929 bis 1931 war er dort als Sänger und Ballettmeister tätig. Ab 1933 spielte er am Nürnberger Intimen Theater, ab 1934 gehörte er zum Ensemble des Berliner „Kabaretts der Komiker“ am Kurfürstendamm und wirkte in vielen Filmen mit, u. a. mit Gustaf Gründgens, Zarah Leander, Theo Lingen, Margit Symo (Mutter der Tatortschauspielerin Eva Mattes) oder Anny Ondra.
Ab 1935 war er am Theater am Admiralspalast in Berlin am Kabarett als Komiker engagiert. Seine Liebe galt dabei dem Swing, seine Vorliebe politischen Witzen. Von 1936 bis 1939 trat er in unterschiedlichen, meist kleinen Rollen auch im Film auf.
Zum 1. August 1932 trat er der NSDAP bei (Mitgliedsnummer 1.145.568). „Andererseits blieb er auf komödiantischer Distanz und äußerte sich auch in der Öffentlichkeit gegenüber Freunden mit Hitlerwitzen und -imitationen. Am 1. September 1933 wurde er wegen rückständiger Beitragszahlungen aus der Partei ausgeschlossen. Dorsay selbst war der Partei trotz des Werbens von Reichskulturkammer-Geschäftsführer Hans Hinkel nicht wieder beigetreten. Dennoch konnte er bis Anfang der 40er Jahre auftreten und war ordnungsgemäß in der Reichskulturkammer gemeldet. Gleichwohl sollte Dorsays Haltung berufliche Konsequenzen haben, denn ab 1939 wurden seine Filmengagements eingestellt.“
1939 heiratete er Louise Mentkes. 1941 wurde Dorsay zur Wehrmacht eingezogen und diente als Kraftfahrer, u. a. in der Division Nr. 461 unter Richard Wenk, welcher ihm Anfang Oktober 1942 einen dreimonatigen Arbeitsurlaub genehmigte. Im März 1943 fiel er während eines Heimaturlaubs beim Erzählen eines politischen Witzes im Restaurant des Deutschen Theaters einem Gestapo-Spitzel auf. Daraufhin kontrollierte man seinen Briefverkehr. Am 31. März wurde ein Brief aus Osterode an seinen Freund Eddy Haase in Berlin abgefangen, in dem er schrieb: „Wann ist endlich Schluß mit dieser Idiotie.“ Er wurde  verhaftet und am 8. Oktober 1943 wegen Wehrkraftzersetzung zum Tod verurteilt und in Plötzensee hingerichtet. Das Todesurteil sollte andere Künstler abschrecken; sein Name wurde aus dem Vorspann der Filme, in denen er mitgewirkt hatte, systematisch entfernt.

## Gedenken
Vor seinem letzten Wohnsitz  in Bremen wurde ein Stolperstein für ihn verlegt.

## Filmografie
- 1936: Du bist so schön, Berlinerin
- 1936: Ein Mädel vom Ballett
- 1936: Es geht um mein Leben
- 1936: Flitterwochen
- 1936: Wie ein Wunder kam die Liebe
- 1937: Abenteuer in Warschau
- 1937: Bluff
- 1937: Der glückliche Finder
- 1937: Der Scheidungsgrund
- 1937: Die Fledermaus
- 1937: Die Unterschlagung
- 1937: Karussell
- 1937: Liebe geht seltsame Wege
- 1937: Meine Frau, die Perle
- 1937: Psst, ich bin Tante Emma
- 1937: Spiel auf der Tenne
- 1937: Wie einst im Mai
- 1937: Wiederseh’n macht Freude
- 1937: Zu neuen Ufern
- 1938: Andere Länder, andere Sitten
- 1938: Das Mädchen mit dem guten Ruf
- 1938: Das verlorene Lächeln
- 1938: Familie auf Bestellung
- 1938: Kautschuk
- 1938: Liebesbriefe aus dem Engadin
- 1938: Tanz auf dem Vulkan
- 1939: Das große Los
- 1939: Der Mann mit dem Psst
- 1939: Mann im Schrank
- 1939: Robert und Bertram
- 1939: Wie werd’ ich bloß die Perle los?